# David Widhopff

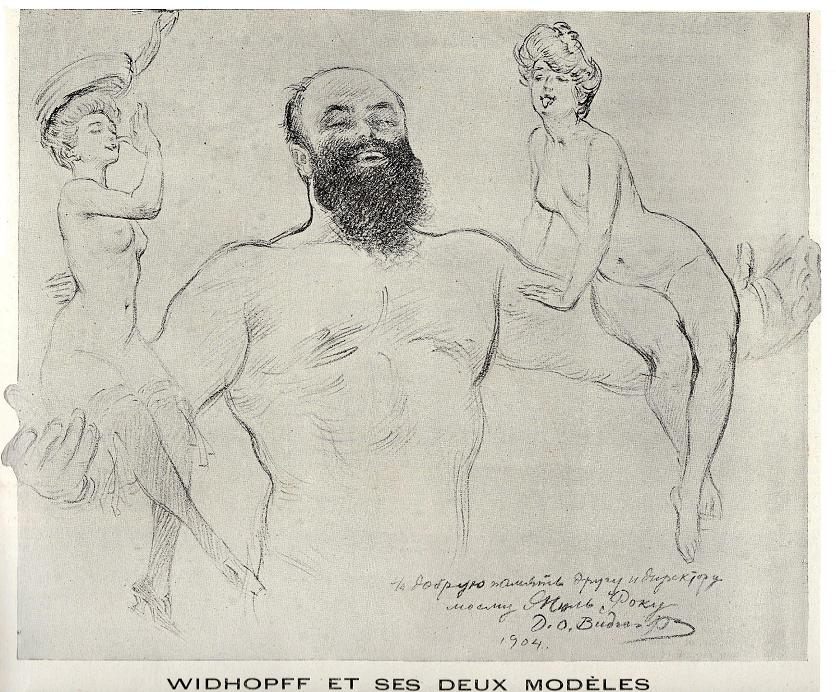
Selbstporträt in „Le Courrier français“ 1. Mai 1904

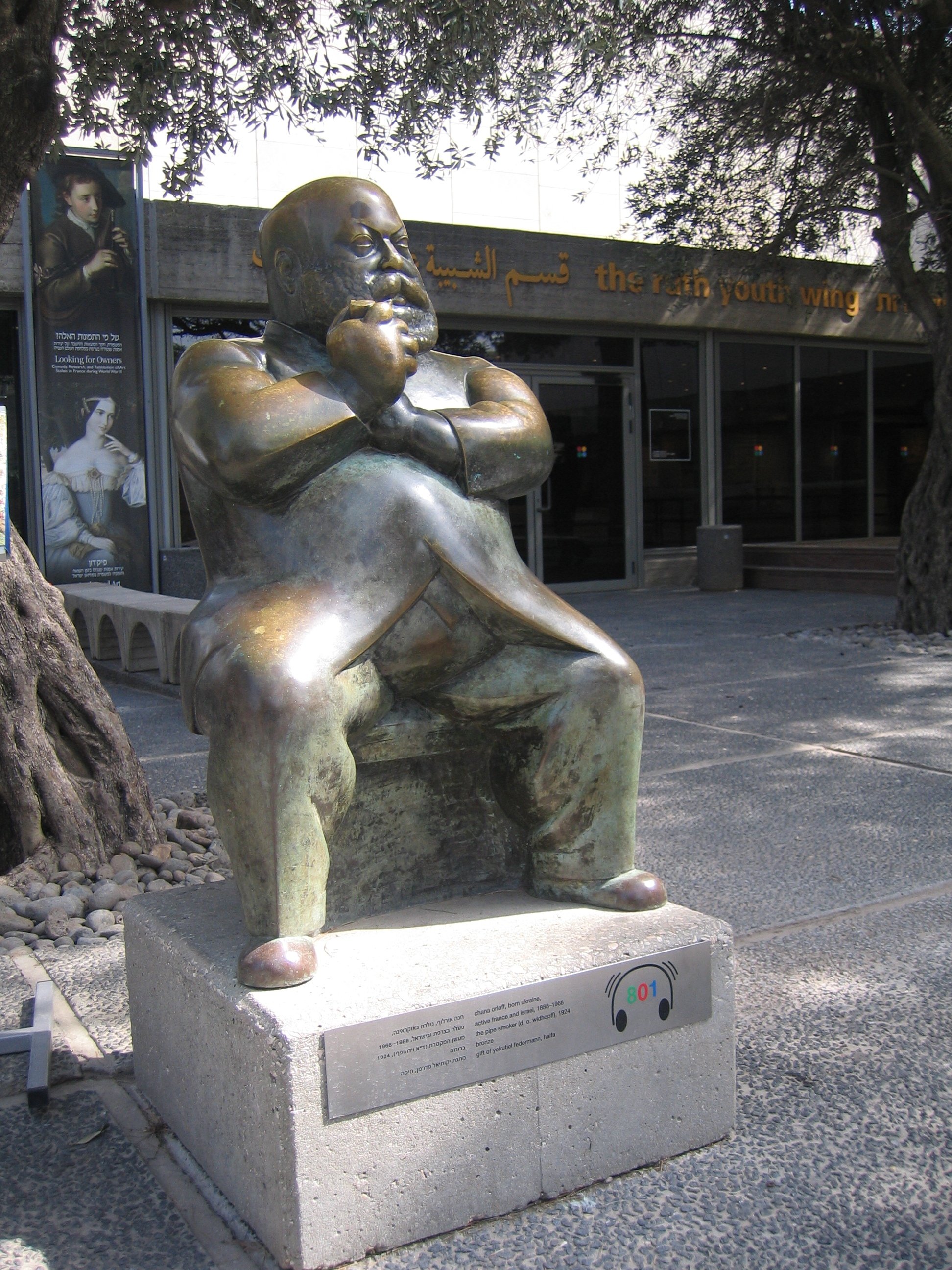
Dawid Widhopff
Mann mit Pfeife.
Skulptur von Chana Orloff (1924)

David Widhopff (ukrainisch Давид Осипович Видгоф; * 5. Mai 1867 in Odessa, Russisches Kaiserreich; † 20. Juli 1933 in Saint-Clair-sur-Epte, Frankreich) war ein französischer Maler, Plakatkünstler und Karikaturist ukrainischer Abstammung.
Nach dem beendeten Studium an der Kunstakademie in Odessa setzte er das Studium an der Akademie der Bildenden Künste München fort. Im September 1887 kam er nach Paris und begann sein Studium an der Académie Julian. Er nahm an den Pariser Salons 1888, 1891 und 1893 teil.
Er besuchte Brasilien und gründete eine Kunstschule im Staat Pará.
Nach der Rückkehr nach Paris siedelte er in Montmartre an, wo er den Maler Alfons Mucha und Schriftsteller und Herausgeber der Zeitschrift „La Plume“ Léon Deschamps kennenlernte. Seitdem beschäftigte er sich mit den Illustrationen für die Pariser Kunstzeitschriften. Er schuf auch Ölbilder – Landschaften und Stillleben – sowie Kartons für Bildteppichwerkstätten.
1912 fand in Paris eine gemeinsame Ausstellung der Werke von David Widhopff und seiner Freunde Alexander Altman und Naum Aronson statt.
David Widhopff wurde mit der Ehrenlegion ausgezeichnet.